# باباغايو
باباكايو (رياح)Papagayo

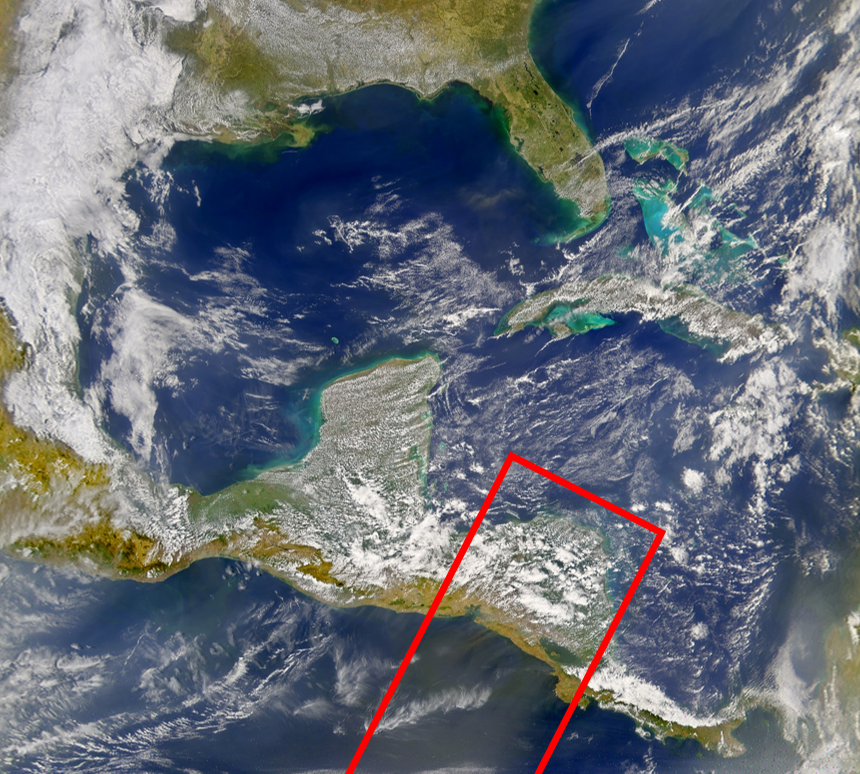

هو اسم محلي للرياح الشمالية الشديدية البرودة التي تهب شتاء على برزخ تيوانتبك في المكسيك, والتي تؤدي إلى هطول أمطار على الساحل الشمالي للبرزخ, لكنها تصبح جافة لذى وصولها إلى ساحل المحيط الهادي, وتعرف هذه الرياح باسم تيوانتبسر.
المصدر: المعجم الجغرافي المناخي